# 佩斯利吉爾莫街站
佩斯利吉爾莫街站（英語：Paisley Gilmour Street railway station）是英國蘇格蘭倫弗魯郡城市佩斯利的一座火車站，也是佩斯利的四座火車站中規模最大的一座。佩斯利吉爾莫街車站開業於1840年7月14日。車站建築本身是一座B類保護建築。